# 3926 Ramirez
3926 Ramirez eller 1978 VQ3 är en asteroid i huvudbältet som upptäcktes den 7 november 1978 av de båda amerikanska astronomerna Eleanor F. Helin och Schelte J. Bus vid Palomarobservatoriet. Den är uppkallad efter Abel R. Ramirez.
Asteroiden har en diameter på ungefär 4 kilometer.